# Саменка
Саменка, Каменка — река в России, протекает в Красновишерском районе Пермского края. Устье реки находится в 1,6 км по левому берегу реки Кутим. Длина реки составляет 12 км.
Берёт начало в горах западнее хребта Казанский Камень (Северный Урал). Течёт на северо-запад, всё течение проходит по ненаселённой местности, среди холмов покрытых тайгой. Впадает в Кутим ниже развалин бывшей деревни Кутим.

## Данные водного реестра
По данным государственного водного реестра России относится к Камскому бассейновому округу, водохозяйственный участок реки — Кама от водомерного поста у села Бондюг до города Березники, речной подбассейн реки — бассейны притоков Камы до впадения Белой. Речной бассейн реки — Кама.
По данным геоинформационной системы водохозяйственного районирования территории РФ, подготовленной Федеральным агентством водных ресурсов:
- Код водного объекта в государственном водном реестре — 10010100212111100004556
- Код по гидрологической изученности (ГИ) — 111100455
- Код бассейна — 10.01.01.002
- Номер тома по ГИ — 11
- Выпуск по ГИ — 1